# سيلاس إل. غريفيث
سيلاس إل. غريفيث (بالإنجليزية: Silas L. Griffith)‏ هو شخصية أعمال أمريكي، ولد في 27 يونيو 1837 في دانبي في الولايات المتحدة، وتوفي في 21 يوليو 1903 في سان دييغو في الولايات المتحدة.